# La Gazzetta dello Sport
«Гадзе́тта де́лло спорт» (итал. La Gazzetta dello Sport) — итальянская ежедневная спортивная газета. Рождение газеты состоялась 3 апреля 1896 года, благодаря слиянию двух еженедельников Ciclista и La Tripletta. Первый тираж был 20 000 экземпляров. Первые издания были напечатаны на зелёной бумаге, в четыре страницы и ценой 5 сотых лиры. Изначально газета носила название La Gazzetta dello Sport Il Ciclista e la Tripletta.
В первые годы газета выходила два раза в неделю, в понедельник и четверг. 1 января 1897 года издание приняло своё теперешнее имя «Гадзетта делло спорт». Зелёная бумага поменяла свой цвет, но только из-за недостатка материала: она была сначала жёлтой, потом белой и наконец, в 1899 году, стала официально розовой. Этот цвет стал отличительным символом газеты. В 1902 году она печаталась тиражом 36 000 экземпляров.
В 1906 году было создано акционерное товарищество «Гадзетта делло спорт», между Джованни Аньелли и Эдоардо Бьянки. В 1907 году тираж составил рекордные 102 000 экземпляров.
С 1909 года газета организовывает престижную велогонку Джиро д'Италия. Кроме этого издание организует классические велогонки — Джиро ди Ломбардия по дорогам Ломбардии (с 1905 года) и Милан — Сан-Ремо (с 1907 года); чемпионаты Италии по сноубордингу и пляжному волейболу и многие другие спортивные состязания. Первым же турниром, организованным газетой, были состязания по фехтованию, спустя несколько месяцев после появления издания.
Газета стала ежедневной с 1913 года. В военный период газета вновь выходила 2 раза в неделю. С 1917 года и до конца войны были напечатаны 30 000 бесплатных экземпляров, посланных солдатам на фронт. В 1926 году было построено новое издательство на улице Галилео Галилея в Милане. В начале 1929 году Альберто Бонакосса приобрел 80 % акционерного пакета и стал собственником газеты.
В том же году, когда в автомобильных гонках «Тысяча миль» в Италии впервые приняли участие женщины, на первой полосе газеты появилась фотография участницы гонок — актрисы и певицы Мими Айльмер, пропагандировавшей женскую эмансипацию. Публикация заметно повысила популярность актрисы.
В 1990 году газета выходила тиражом в 809 тысяч экземпляров. В дальнейшем её тираж снижался, в 1997 году газета продавалась тиражом в 401 тысячу экземпляров. В том же год была открыта интернет версия газеты (спортивный сайт).
К 2001 году тираж несколько вырос и стал составлять 445 тысяч экземпляров. В настоящее время газета печатается в 8 типографиях в Италии и в 3 за границей тиражом более 300 тысяч копий.
Несмотря на то, что газета охватывает множество спортивных событий, главной темой является футбол, статьи и новости о котором занимают примерно от 24 до 28 страниц из 40. Большая часть статей является не просто статистическими данными, а полноценными сюжетами о всех гранях спортивной жизни. Исходя из того, что издательство базируется в Милане, газета уделяет особое внимание «Интеру» и «Милану».